# Obříství
Obříství település Csehországban, a Mělníki járásban. Obříství Mělník, Neratovice, Zálezlice, Libiš, Kly, Chlumín és Hořín településekkel határos. Lakosainak száma 1698 fő (2024. január 1.).

## Népesség
A település lakosságának változását az alábbi diagram mutatja:
| Lakosok száma | 1029 | 1117 | 1083 | 1114 | 953  | 1219 | 1322 | 1487 | 1567 | 1698 |
|               | 1869 | 1900 | 1921 | 1961 | 1980 | 2011 | 2016 | 2019 | 2021 | 2024 |